# Nyamtan
Les Nyamtan sont un peuple bantou du Cameroun situé principalement dans la ville de Yabassi et dans la ville de Yingui dans le département du Nkam de la région du Littoral.